# Pokémon: Jirachi - Pas på hvad du ønsker
Pokémon: Jirachi - Pas på hvad du ønsker, er en japansk animeret spillefilm fra 2003 og den sjette film, der foregår i Pokémon-universet og er baseret på TV-serien. Filmen udkom på DVD i Danmark den 17. april 2007.

## Handling
Tusindårskometen, som kun viser sig syv nætter hvert millennium, er ved at dukke op, så Ash Ketchum og hans venner tager afsted for at deltage i Millenniumfestivalen, men ankommer på stedet for tidligt. Mens de ligger og sover kommer en masse vogne kørende, og folk begynder at stille telte, boder, og forlystelser op. Til festivalen tager vennerne ind og ser en trylleforestilling med tryllekunstneren Butler og hans assistent, Diane. Max hører en stemme kalde på ham, der kommer fra en krystal, som de holder på scenen. Det viser sig, at krystallen indeholder den legendariske Pokémon Jirachi, og da det var Max, der hørte stemmen, lader de ham passe på krystallen.
Mens Max er bekymret over, at han kun har få dage sammen med Jirachi, så har Butler sine egne planer for Jirachi. Tryllekunstneren kidnapper den legendariske Pokémon, så den kan skabe en Groudon for ham ved at dræne energien fra Tusindårskometen, så han kan tage hævn over Team Rocket. Efter at mislykkes den første gang, synes Diane, at Butler er gået for vidt og hjælper Ash og vennerne med at få Jirachi væk, men inden de undslipper, bliver en sporingsenhed plantet på deres bus.
På Tusindårskometens sjette dag ankommer de til Forina, Jirachis hjemland, og dagen efter når de frem til den grotte, hvor Butler og Diane fandt krystallen, men inden Jirachi når at gå i hi igen, så bliver den fanget af Butler, som har lagt sig i baghold. Butler formår at skabe sin Groudon, men det viser sig blot at være et kæmpe monster i den legendariske Pokémons skikkelse, som nu suger energi ud af jorden og alle de Pokémon, der er i nærheden. Efter at Diane ofrer sig selv for at redde sin Butler, slutter han sig sammen med Ash om at stoppe den falske Groudon. Jirachi bruger sine magiske evner til at gøre sig til en hvid komet, som bragte monstret op i himlen og udslettede det, hvorefter alle de mennesker og Pokémon som blev opslugt, vender tilbage. Jirachi beder Max om et sidste ønske: den vil høre den vuggevise, som May tidligere nynnede. alle begynder at synge, som at Jirachi bliver til en krystal igen og synker ned i jorden.

## Stemmer
| Rolle       | Original stemme    | Dansk stemme         |
| ----------- | ------------------ | -------------------- |
| Ash Ketchum | Rica Matsumoto     | Mathias Klenske      |
| Pikachu     | Ikue Ohtani        | Ikue Ohtani          |
| May         | KAORI.             | Annevig Schelde Ebbe |
| Brock       | Yūji Ueda          | Peter Holst-Bech     |
| Max         | Fushigi Yamada     | Mikkel Følsgaard     |
| Jessie      | Megumi Hayashibara | Ann Hjort            |
| James       | Shin'ichirō Miki   | Thomas Kirk          |
| Meowth      | Inuko Inuyama      | Peter Zhelder        |
| Butler      | Kōichi Yamadera    | Timm Mehrens         |
| Diane       | Riho Makise        | Ann Hjort            |
| Bogie       | Papaya Suzuki      | Peter Aude           |
| Jirachi     | Tomiko Suzuki      | Gry Trampedach       |
| Fortælleren | Unshō Ishizuka     | Torben Sekov         |